# 버펄로 빌
버펄로 빌(Buffalo Bill, 본명 윌리엄 프레드릭 코디, 1846년 2월 26일~1917년 1월 10일)은 미국의 군인 출신 아메리카들소 사냥꾼 겸 쇼맨이다.
아이오와가 미국에 편입되기 전인 아이오와 준주 시기 레클레어에서 태어났지만 몇 년 뒤 아버지 고향인 캐나다 온타리오의 토론토 타운쉽으로 이사하였고 나중에 다시 미국 중서부인 캔자스 준주에 정착하였다. 버펄로 빌이란 이름은 들소사냥에서 명성을 얻은 뒤 쇼맨으로 활동하며 알려진 이름이다. 자신의 성 코디를 애칭으로 사용하기도 하였다.
11세에 아버지가 사망하자 생계를 위해 일하기 시작하여 15세에는 조랑말 속달 우편의 기수가 되었다. 미국 남북 전쟁 기간인 1863년에서 1865년 사이 북군에 복무하였고 미국 인디언 전쟁 기간에는 민간 정찰대에서 활동하였다. 1872년 명예 훈장을 받았다.
버펄로 빌은 불과 23세의 나이에 서부 개척 시대를 상징하는 인물 가운데 하나가 되었다. 서부 개척 시대를 소재로 한 쇼인 서부 개척 쇼에 출연하여 카우보이와 인디언 전쟁과 같은 줄거리의 공연으로 유명세를 얻었다. 1883년 《버펄로 빌의 와일드 웨스트》를 시작하여 미국 내에서 순회 공연을 벌였고, 1887년 영국과 유럽에서도 공연하였다.

## 출생과 성장
1846년 2월 26일 아이오와의 레클레어 근교에서 태어났다. 아버지 아이작 코디는 아일랜드계 이민자의 후손으로 캐나다의 토론토 타운쉽 출신이었는데, 지금은 미시소가에 속해 있지만, 당시는 어퍼캐나다 관할이었다. 어머니 매리 앤 본셀 레이코크는 뉴저지의 트렌턴 출신으로 신시내티에서 교사 생활을 하다 아이작을 만나 결혼하였다. 매리의 조상 중에는 펜실배니아에 정착한 퀘이커인 조시아 번팅이 있지만, 버펄로 빌이 퀘이커와 관련이 있었다는 흔적은 없다. 부부는 몇 번의 이주 끝에 1847년 온타리오의 필 카운티에 있는 딕시 유니온 예배당에서 아들 윌리엄 코디의 세례식을 가졌다. 예배당은 코디 가문의 돈으로 지어진 것으로 토론토 타운쉽의 필립 코디가 소유한 부지 안에 있었고 아이작의 고향에서도 멀지 않았다. 가족은 온타리오에서 몇 년간 살았다.
1853년 아이작 코디는 아이오와 스코트 카운티에 있던 땅을 2천 달러(오늘날 가치로 환산하면 약 6만8천 달러)에 팔고 캔자스 준주의 리븐워스로 이사하였다. 당시 캔자스는 노예제의 존폐를 놓고 정치적 격론은 물론 물리적 충돌도 발생하는 상황이었다. 아이작은 노예제 폐지론자였고 노예제를 찬성하는 가게 주인과 리벌리와 격론을 벌였다. 말싸움이 벌어지자 모여든 군중들 가운데는 노예제를 찬성하는 사람들이 많았고 아이작이 물러서지 않자 죽이려 들었다. 한 사람이 아이작을 부이 나이프로 연거푸 찔렀고 가게 주인 리벌리가 황급히 치료하여 목숨은 건졌으나 큰 부상을 입었다.
캔자스에 사는 동안 코디 가족은 노예제 찬성론자의 표적이 되었다. 아버지 아이작은 안전을 위해 가족을 떠나 따로 살았고 그를 죽이려는 사람들은 아이작이 집에 돌아오는 때를 노리고 있었다. 빌은 당시 어리고 병약했지만 아버지를 해치려는 사람들이 집 주위에 있는 것을 알아채고 말을 타고 아버지에게 달려갔다. 당시 아이작 코디는 집에서 48km 정도 떨어진 오하이오의 클리블랜드에서 캔자스로 이주할 노예제 폐지론자를 모집하고 있었다. 아들의 경고로 린치를 피한 아이작은 집에 돌아왔지만 지난 번 부상으로 신장을 다친데다 감염성 폐렴에 걸렸다. 아이작 코디는 결국 1857년 4월 사망하였다.
아버지가 사망하자 빠르게 가세가 기울었고 11세의 빌은 길게 늘어선 포장 마차 행렬 사이의 연락을 전달하는 "보이 엑스트라"로 일했다. 솔트레이크시티의 몰몬교도들이 독립을 시도한다는 소문으로 시작된 유타 전쟁이 일어나자 빌은 정부군의 비정규 척후병으로 일했다
코디의 자서전 《버펄로 빌 자신의 이야기》에는 이 때부터 자신이 "인디언 파이터"가 되었다고 적고 있다.
마침내 달이 떠오르자 내게도 죽음의 위기가 닥쳐왔다. 얼굴에 칠을 한 인디언 한 명이 보였다. 수족 전사인 그는 어깨에 총을 걸고 30 피트 아래의 강바닥에서 누군가를 노리고 있었다. 바로 내 옆 동료를 겨누고 있다는 것을 알게 되자 나는 총구를 겨눠 발사하였고 그는 쓰러져 강둑 아래로 구르더니 물 속으로 빠져들어갔다. "뭐였지?"하고 맥카시가 황급히 뒤돌아 보며 물었다. 내가 "이미 물 속에 들어갔어"하고 대답하자 그는 "이봐, 꼬마 빌이 인디언 하나를 죽였어!" 하고 외쳤다. 이렇게 나는 "인디언 파이터"가 되었다.
14세이던 1860년 코디는 골드 러시를 겪었다. 워싱턴 준주의 콜빌 요새와 캘리포니아의 홀콤 계곡에서 새 금광이 발견되었다는 소식이 전해진 것이다. 코디도 사금 채취장을 찾아 갔다가 조랑말 속달 우편을 보았다. 속달 우편 사무소가 여럿 생기더니 기수들이 다니기 시작하였다. 코디는 조랑말 속달 우편 기수가 되었고 어머니가 아프다는 소식이 들리기 전까지 일했다.
코디는 닥치는 대로 일하며 여러 직업을 전전하였다. 덫 사냥꾼, 달구지 운송뿐만 아니라 1859년 금을 찾아 해매던 무리들인 피프티나이너에도 합류 하였고 1860년 조랑말 속달 우편 기수가 되었으며, 그 뒤로는 마차 몰이꾼, 역마차 운전, 호텔 관리인도 하였다. 이러한 이야기는 코디 스스로 밝힌 것 외에는 따로 기록을 찾을 수 없어 일부는 과장이 있을 수 있다. 특히나 당시 매우 험한 일이었던 조랑말 속달 우편의 경우 코디의 14세에 불과하였던 나이를 생각하면 직접 기수로 채용되었기는 힘들다는 의견이 있다. 아마도 실제로는 속달 우편 사무소에서 말을 타고 인근의 전신소까지 연락을 주고받는 일을 한 것을 과장했을 수 있다. 조랑말 속달 우편 기수는 매우 높은 급료를 받았지만 3천 km가 넘는 거리를 거의 쉬지 않고 10일 만에 달려야 하는 매우 위험한 일이었다.

## 군 복무

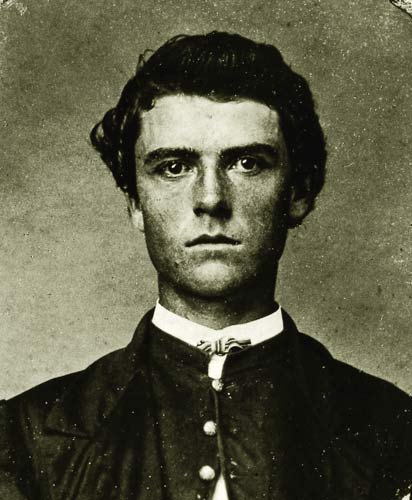
19세의 코디 (1864년)
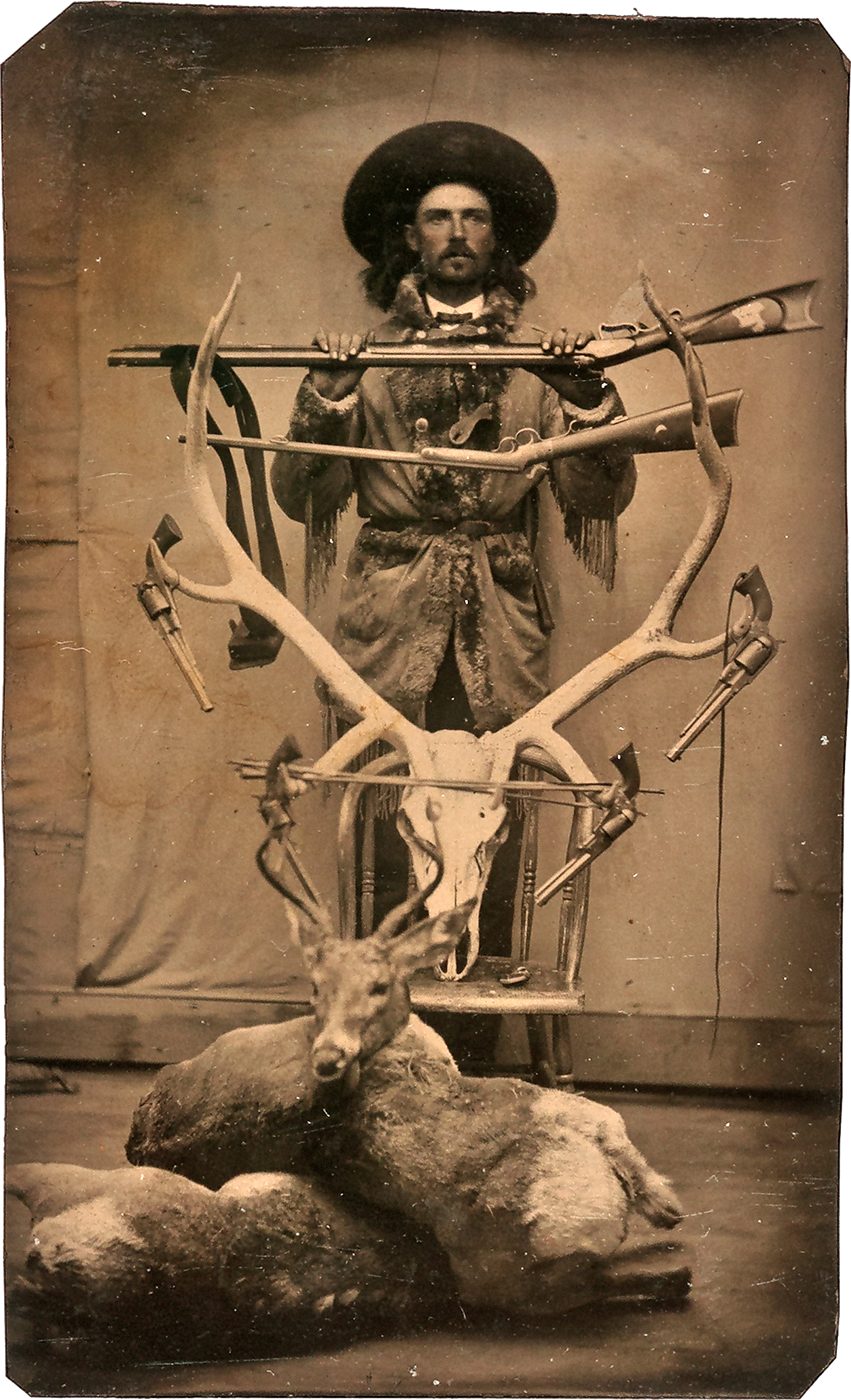
젊은 시절 버펄로 빌 (1871년)
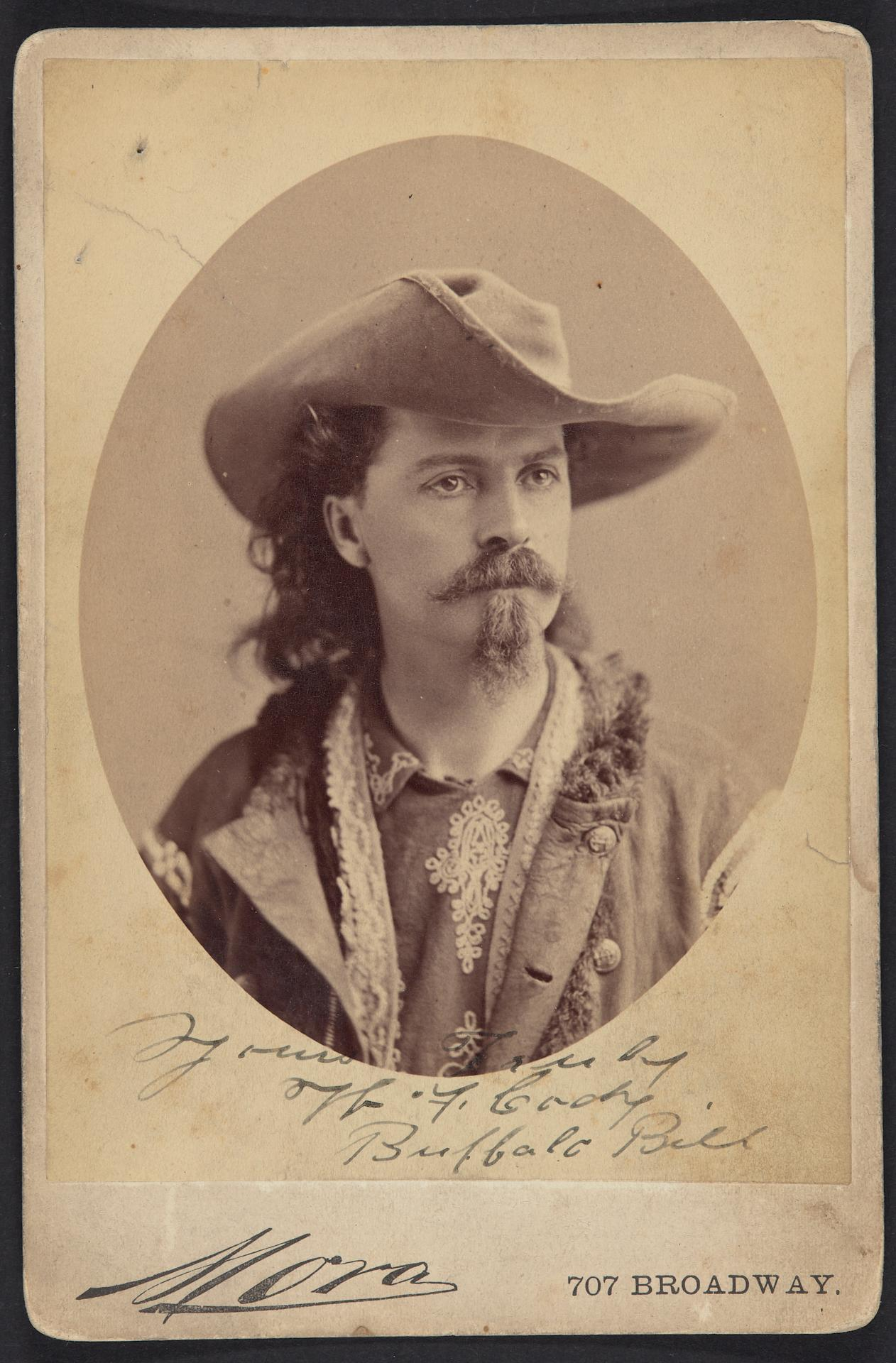
버펄로 빌 (1875년 무렵)

어머니의 병세가 호전된 뒤 코디는 미국 남북 전쟁이 일어나자 북군에 지원하였지만 나이가 어려 거절당했다. 코디는 오늘날 와이오밍에 속한 라라미 요세까지 보급품을 운반하는 마차 대열의 호송 일을 얻었다. 1863년 17세가 되어 입대 가능한 연령이 되자 코디는 사병으로 입대하여 북군 제7 캔자스 의용 기병대 H 중대에 속한 짐마차 운전수인 팀스터가 되었고 1865년 제대하였다.
제대한 이듬해 코디는 루이자 프레드리치와 결혼하였다. 둘 사이에는 네 명의 자녀가 태어났지만 둘은 가족이 뉴욕주 로체스터에 살던 시기 어린 나이에 죽었다. 이 두 자녀와 셋째는 로체스터의 호프세멘터리산에 묻혀있다.
1866년 코디는 그의 오랜 친구 와일드 빌 히콕과 함께 캔자스의 정션 시티로 돌아가 정찰대에 합류하였다. 코디는 엘스워스 요새에서 훗말 헤이스 요새로 이름이 바뀌는 플렛처 요새까지의 길을 정찰하였다. 그는 유능한 정찰대원이 되었으며 샤이엔족과 미군 사이에 있었던 전투인 세일라인강 전투에 참가하였다. 정찰대원으로 있는 동안 코디는 엘스워스 요새에서 예전에 캔자스 엘리스 카운티의 롬에서 잠시 살 때 알고 지냈던 윌리엄 로스를 만났다.
1867년 캔자스 퍼시픽 레일로드가 헤이스와 롬 사이 구간이 개통되었다. 철도 회사는 아메리카들소가 철도 운행에 위험을 준다는 이유로 사냥꾼을 모집하였고, 코디는 들소 사냥꾼이 되어 1868년까지 윌리엄 컴스탁과 들소 사냥을 경주하였다.
1868년 코디는 들소 사냥을 끝내고 육군에 복귀하여 란드 요새에 배속되었다. 그는 란드 요새에서 자라 요새를 거쳐 더지 요새를 돌아 다시 란드 요새로 돌아온 후 헤이스 요새까지 총 350 마일을 홀로 말을 타고 58 시간만에 주파하는 단독 임무를 완수하였다. 이 일 이후 코디는 제5기병연대의 정찰대장이 되었다. 코디는 미국 인디언 전쟁 기간에 제3기병연대의 정찰대장을 하기도 하였다.
1872년 1월 코디는 미국을 방문한 러시아의 알렉세이 알렉산드로비치 대공의 공개 사냥 대회에서 안내역을 맡기도 하였다.

## 명예 훈장

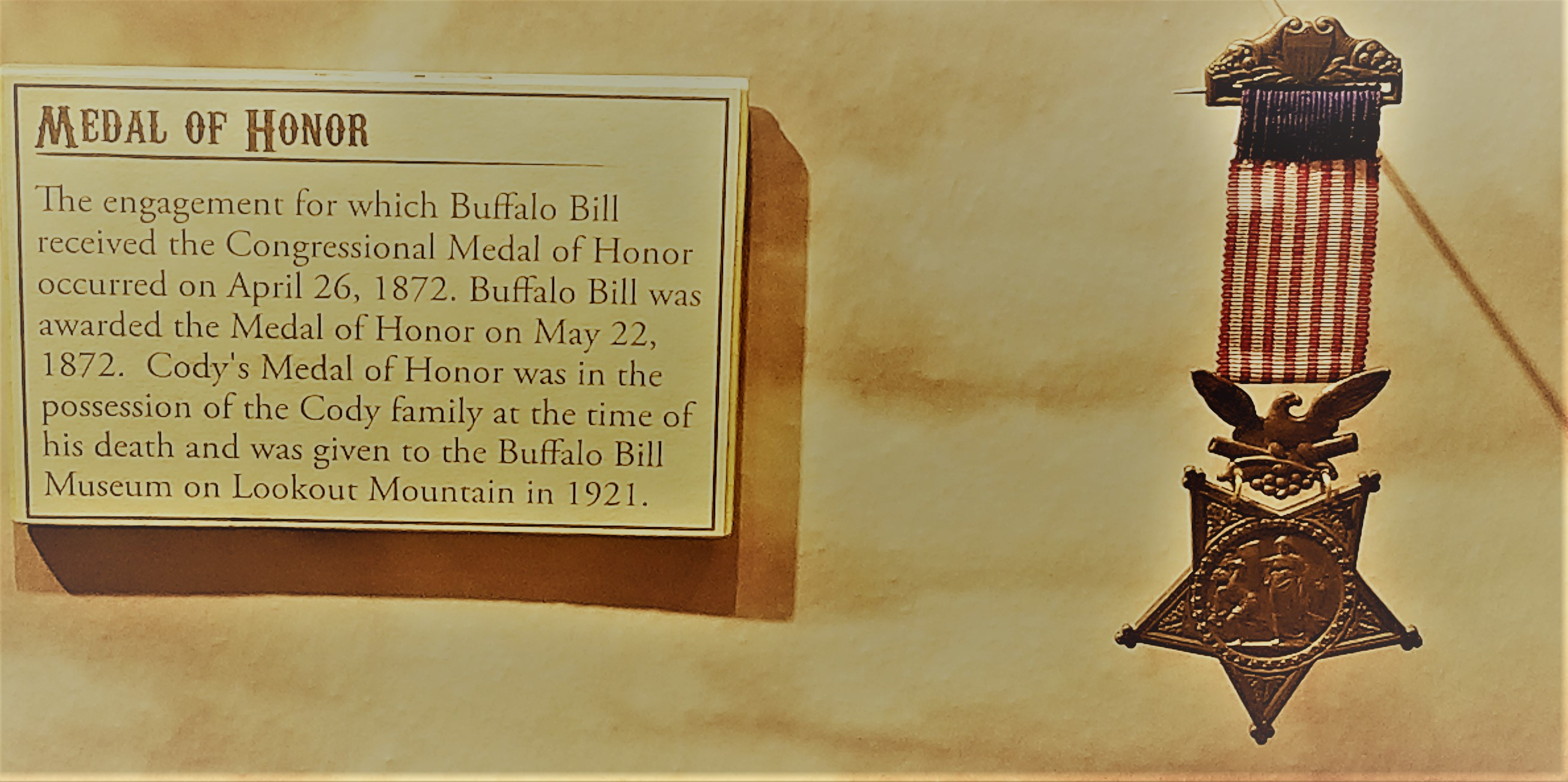
코디의 명예 훈장

1872년 코디는 인디언 전쟁의 공훈으로 의회의 명예 훈장을 받았다. 1917년 의회는 독립 전쟁 이후 수여된 910건의 명예 훈장을 재심사하여 수훈을 취소하였는데 코디의 명예 훈장도 당시 함께 취소되었다. 의회는 명예 훈장이 군인이 받을 수 있는 최고의 영예로서 마땅히 그에 걸맞는 자격과 공훈에만 수여되어야 하지만 1917년 이전에는 의회의 엄격한 심사 없이 남발되었다고 판단하였다. 인디언 전쟁 당시 코디의 신분은 엄밀히 말하면 민간 의용군으로 군인이 아니었기 때문에 명예 훈장 수훈의 대상이 아니었다. 아이러니하게도 의회가 코디의 명예 훈장을 취소한 때는 이미 코디가 사망한 뒤여서 코디는 평생 자신의 훈장이 박탈되리라고는 생각하지 못하였다. 훈장은 코디 사후에 회수되어 파기되었다.
72년 뒤인 1988년 미국 상원은 코디가 의용군이긴 하였지만, 인디언 전쟁 당시 미국 육군은 의용군에게도 계급과 직책을 부여하고 아메리카 원주민을 상대로 교전을 하도록 지시하였기 때문에, 사실상 장교의 역할을 수행하였다고 판단하여 훈장을 다시 수여하기로 하였다. 1989년 버펄로 빌의 손자인 앨런 K. 심슨이 새로 만들어진 코디의 명예 훈장을 수여 받았다. 미국 육군은 남북 전쟁 이후 인디언 전쟁 시기에 군복무 경력이 있는 민간인을 다시 군대로 받아들여 의용군으로 채용하는 관행이 있었고, 이들의 명확한 신분이 군인인지 민간 의용군인지는 현장에서 그리 구분되지 않았다. 전투 보고에서나 서훈 요청에서도 현역과 의용군에 구분을 두지 않고 소속과 계급을 표시하였고, 의회는 당시 서훈 서류에서 코디를 비롯한 다른 의용 정찰대의 기록이 정식적인 절차를 통해 작성되었음을 확인하고 이들의 훈장을 코디의 것과 함께 다시 인정하였다.
그러나 훈장이 복원된 뒤 일각에서는 코디의 훈장에 대해 또 다른 문제를 제기하였다. 최초 코디의 서훈을 기록한 심슨 상원의원의 기록에서 코디의 공훈이 다른 사람에 비해 부차적인 것으로 묘사되어 있으며 1917년 취소된 명예 훈장의 재심사를 진행하였던 1918년 의회 결정에서도 코디의 훈장 취소는 유지되었다는 것이 이유이다. 당시 미국 중서부의 상황은 실제를 알기 어려운 부분이 많기 때문에 코디의 훈장 수훈은 결정 과정에 여전히 모호한 부분이 있다. 오늘날의 명예 훈장 수여와 달리 당시의 훈장 수여는 대통령의 재가도 아닌 내각의 전결로 처리된 경우도 종종 있었다. 당연히 의회에 제대로 보고되지 않은 사례도 있기 때문에 코디가 받은 명예 훈장이 어떤 경로였는 지는 논란이 있다.
코디의 사례에 대해 의회는 재심사에 들어갔고 당시 육군의 채용과 인사에서 민간 정찰대 역시 정규군과 동일한 지휘 체계와 관리를 받았고 그의 최초 서훈이 정상적인 서훈 기록을 통해 이루어 진 것이기 때문에 사실상 군인으로서 복무하였다고 보는 것이 타당하다고 결론지었다. 재심사 위원회는 아메리카 원주민에 대한 미국 정부의 현재의 판단(미국 정부는 2010년 아메리카 원주민에 대한 차별과 폭력에 대해 공식 사과하였다)과는 별개로 당시 코디를 비롯한 민간 정찰대가 총탄을 무릅쓰고 수 많은 병사의 목숨을 구한 일은 사실이며 이와 같은 일은 통상적인 민간인의 업무로 볼 수 없다고 결론지었다.

## 별명

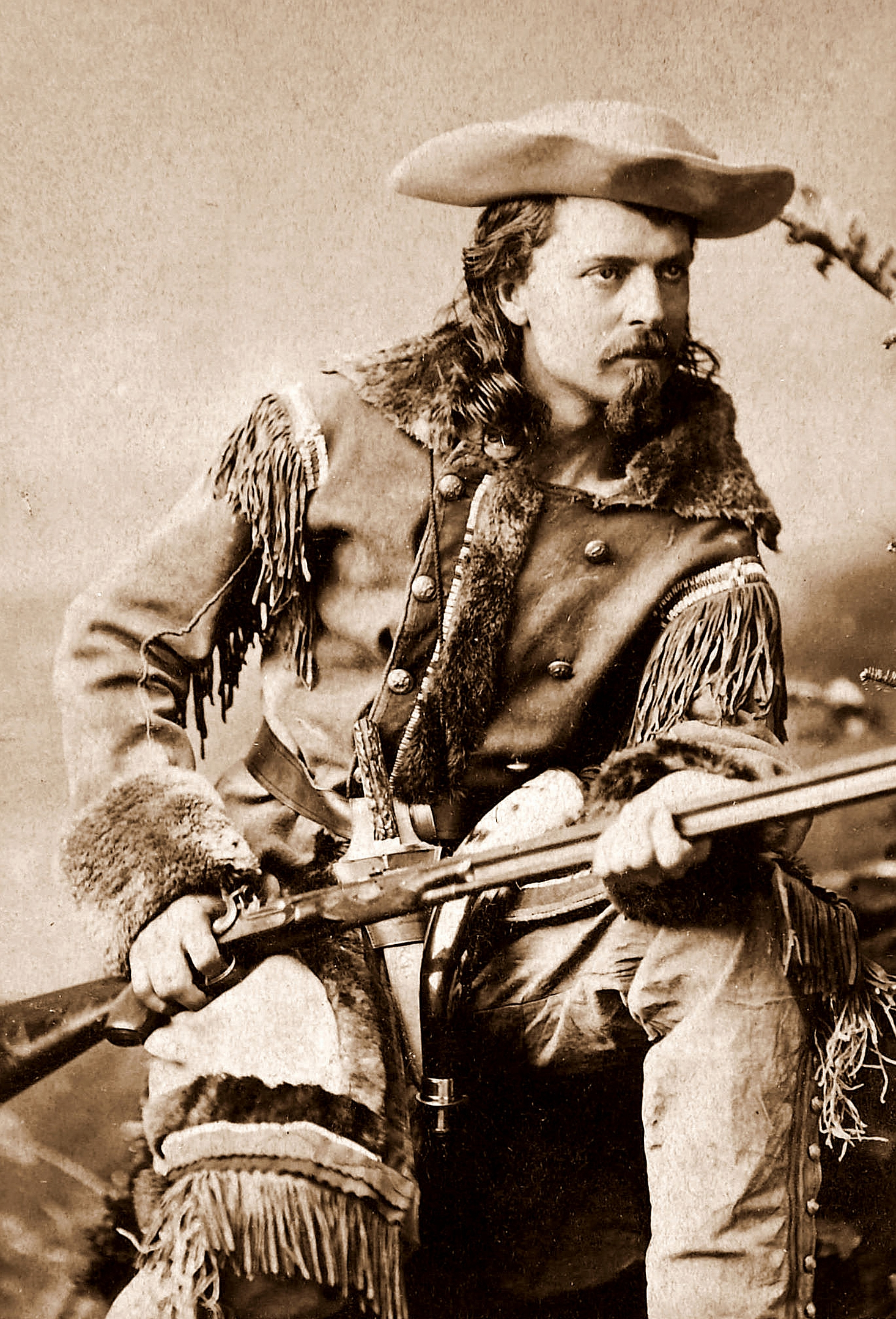
코디는 캔자스 퍼시픽 레일로드의 의뢰로 아메리카들소를 사냥하여 "버펄로 빌"이란 별명을 얻었다.

코디는 캔자스 퍼시픽 레일로드의 의뢰로 아메리카들소를 사냥하여 "버펄로 빌"이란 별명을 얻었다. 버펄로는 미국에서 아메리카들소를 부르는 일반적인 이름이다. 코디는 1867년에서 1868년까지 18 개월 사이에 4,282 마리의 들소를 사냥하였다. 코디는 철도 회사에 고용된 다른 사냥꾼인 빌 컴스탁과 8시간 동안 누가 더 많은 들소를 죽이는 지 경쟁하였는데 68 마리를 죽여 48 마리를 죽인 콤스탁을 이겼다. 샤이엔족과 백인 사이의 혼혈이었던 컴스탁 역시 사냥꾼, 정찰대, 통역자로서 널리 알려진 인물이었으며 속사가 가능한 헨리 라이플을 사용하였다. 이에 비해 코디는 육군에서 사용하던 대구경의 1866년식 스프링필드를 사용하였다. 코디는 자신의 총을 팜므 파탈로 알려진 루크레치아 보르자라고 불렀다. 당시 미국에서는 빅토르 위고의 오페라 《루크레치아 보르자》가 인기를 끌고 있었다. 코디는 나중에 자신의 무시무시한 경쟁자 컴스탁이 들소를 죽이려면 가까이 접근해야 하였지만 구경이 큰 소총을 지닌 자신은 "3 마일 밖"에서도 맞출 수 있었다고 말했다. 실제 코디의 사냥 전략은 무리 지어 다니는 습성이 있는 들소를 한쪽으로 몰아 막다른 곳에 뭉치게 하고는 한꺼번에 잡는 것이었다. 들소들이 서로 가까이 붙어 있게 되면 조준이 정확치 않더라도 쉽게 죽일 수 있었다.
19세기 초 9천만 마리로 추정되던 아메리카들소는 남획으로 급격히 개체수가 감소하여 코디의 시대인 1889년 무렵에는 단지 1천 마리만 남을 지경이었다. 오늘날에도 아메리카들소의 개체수는 3만 마리 정도이며 멸종 위협에 취약한 종으로 분류된다.

## 전설의 탄생
1869년 23세에 불과하였던 코디는 언론인 겸 작가였던 네드 번틀라인을 만났다. 번틀라인은 코디의 이야기를 《뉴욕 위클리》에 연재하였고 연재 이후 소설로 묶어 《버펄로 빌 - 변방의 왕》을 출간하였다. 이 소설은 12월 15일자 《시카고 트리뷴》 표지에 소개되어 선풍적인 인기를 끌게 되었다. 번들라인의 성공에 자극 받은 여러 작가들이 버펄로 빌의 이야기를 쓰기 시작하였으며 스스로도 코디와 같은 시기 군복무 경험이 있었던 프렌티스 잉그램과 같은 작가는 1870년대에서 20세기 초에 이르기까지 코디의 자서전을 대필하였다.
자신의 이야기가 유명세를 타게 되자 코디는 스스로 서부극을 만들게 된다. 그는 "버펄로 빌의 서부 개척"을 소재로 한 《와일드 웨스트 쇼》를 만들어 순회 공연에 나섰고 미국 대도시에서 선풍적인 인기를 끌게 되었다. 쇼가 성공하자 코디는 영국과 유럽에도 순회 공연을 다녔다. 관람객들은 버펄로 빌을 서부 개척 시대의 표상으로 여기게 되었다. 서부극은 선풍적인 인기를 누리며 일종의 장르가 되었다. 이탈리아의 소설가 엘리모 살가리는 버펄로 빌의 이탈리아 순회 공연을 보고 그를 주인공으로 내세운 몇 편의 소설을 썼다.

## 서부 개척 쇼

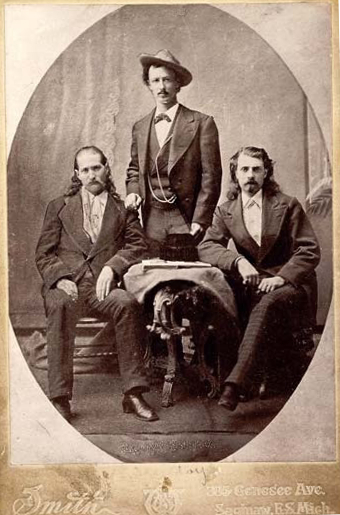
와일드 빌 히코크, 텍사스 잭 오모훈드로, 버펄로 빌 코디 (1873년)
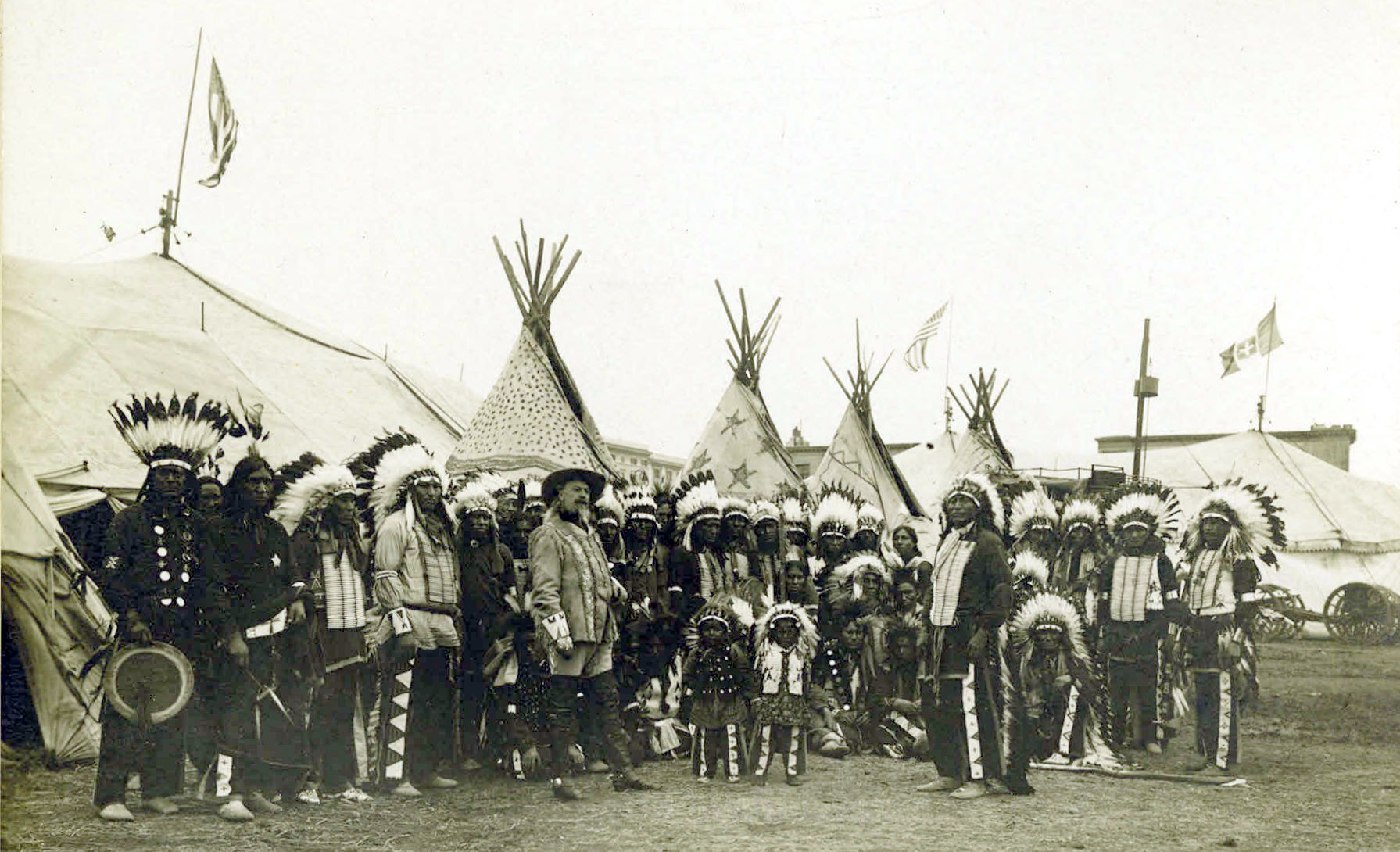
1890년 이탈리아에서 공연된 《버펄로 빌의 와일드 웨스트》
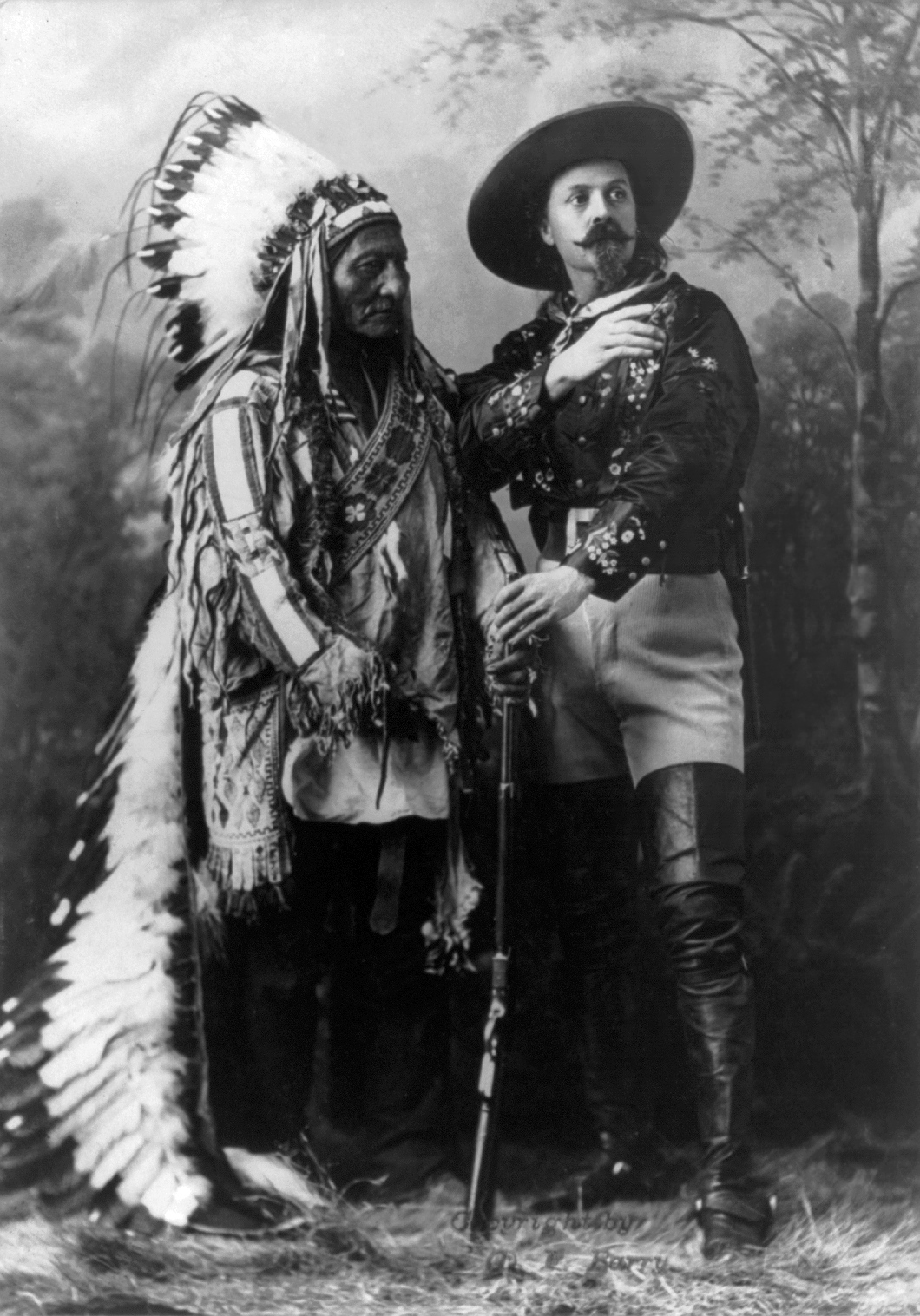
퀘벡에서 버펄로 빌과 함께 사진을 촬영한 타탕카 이오타케

1872년 12월 코디는 시카코에서 《초원의 정찰대》를 공연하고 있던 친구 텍사스 잭 오모훈드로를 찾아가 무대에 출연하였다. 이 공연은 네드 번틀라인이 연출한 최초의 서부 개척 쇼이었다. 코디의 첫 연기는 어색했다. 어떤 평론가는 학예회에 나온 학생이라고 혹평하기도 하였다. 그러나 사람들은 잘 생긴 서부의 총잡이에게 열광했다.
1873년 와일드 빌 히콕은 코비를 자신이 진행하던 《평원의 정찰대》에 출연시켰다. 히콕은 종종 코디를 무대에 올려 보내고 자신은 무대 뒤에서 쉬었는데, 몇달 뒤 코디가 대중의 인기를 한 몸에 받게 되자 그를 방출시켰다. 코디는 스스로 쇼를 열어야겠다고 생각하고 1874년 《버펄로 빌 컴비네이션》을 시작하였지만 그해까지는 《초원의 정찰대》에도 출연하고 있었다. 코디는 1876년 머리가죽을 벗기는 샤이엔족 전사와 싸웠던 이야기를 재현하는 쇼를 선보였다.
1883년 코디는 네브래스카주의 노스플랫에서 기존의 쇼보다 더욱 서커스와 같은 형식을 보이는 《버펄로빌의 와일드 웨스트》를 제작하여 순회 공연을 시작하였다. "와일드 빌"의 공연은 큰 인기를 누렸고 미국을 넘어 유럽까지 공연을 다녔다. 코디는 순회 공연이 없을 때에는 캔자스주의 가든시티에 머물렀는데, 그곳의 시장과 막역한 친구가 되었다. 시장 역시 코디와 비슷하게 청찰대와 카우보이, 버펄로 사냥의 경력을 가지고 있었기 때문이다. 1886년 코디와 그의 쇼 매니저 네이트 샐즈버리는 잉글랜드 부스 남작 가문의 후손이자 사냥꾼으로 유명세를 타고 있던 에벌린 부스를 영입하였다. 이로서 《버펄로 빌의 와일드 웨스트》에 출연한 카우보이 팀의 원조 멤버가 완성되었다. 이들의 카우보이 쇼는 윌리엄 스위니가 1883년에서 1913년까지 연출을 맡았는데 그는 쇼에 사용된 모든 음악을 직접 작곡하였다.
1883년 코디는 기병대 퇴역 군인과 쇼 인디언을 동원한 기마 행진을 쇼에 도입하였다. 이들은 각종 마상 마술과 묘기를 선보였으며 이에 따라 쇼의 규모는 더욱 커지게 되었다. 쇼는 남미 초원의 카우보이인 가우초를 비롯하여 터키, 아랍, 몽골, 조지아와 같은 세계 각지의 평원에 있던 기마 문화도 함께 선보였다. 당시에 이미 전설적인 서부 시대의 인물이었던 사람들도 쇼에 등장하였는데, 예를 들어 그의 이름을 직역한 "앉은 소"로 널리 알려진 타탕카 이오타케는 20명의 전사와 함께 코디의 쇼에 출연하였다.
코디의 쇼에 출연하던 연기자들은 스스로의 이야기로 유명세를 타던 사람들이었다. 애니 오클리와 그의 남편 프랭크 버틀러는 명사수로서 메티스 출신의 게이브리엘 듀몬트, 릴리언 스미스 등과 함께 사격 묘기를 선보였다. 출연진은 조랑말 속달 우편이나 마차 행렬을 기습하는 "인디언", 노상 강도를 물리치는 총잡이와 같은 서부극을 선보였고 코디가 등장하여 리틀빅혼 전투에서 커스터가 마지막 돌격을 감행하는 장면을 연기하였다. 이 퍼포먼스는 1886년까지 쇼의 대단원을 장식하였으나 1907년 이후로는 선보이지 않았다. 1893년부터는 컬래머티 제인이 쇼에 출여하였다. 《버펄로 빌의 와일드 웨스트》는 20세기에 제작된 수 많은 서부극 문학과 영화에 커다란 영향을 주었다.
코디는 쇼를 통해 벌어들인 돈으로 노스플랫 인근에 4천 에이커(16-km2) 넓이의 땅을 구입하여 버펄로 빌 목장으로 삼았다. 목장에는 여덟 개의 방이 있는 저택을 건축하였다. 코디는 쇼를 진행할 수 없는 겨울에 각종 소품을 목장의 창고에 보관하였다.
1887년 영국의 빅토리아 여왕은 재위 50주년인 골든 주빌리를 맞이하였다. 영국의 사업가 존 로빈슨 위틀리는 이를 기회로 코디를 초대하여 쇼를 선보였다. 코디는 런던, 버밍검, 샐포드, 맨체스터 등을 돌며 다섯 달에 걸쳐 순회 공연을 하였다.
1889년에는 유럽 순회 공연이 있었고, 1890년 코디는 교황 레오 13세를 만났다. 이탈리아에서 공연을 갖던 코디는 이탈리아의 소몰이꾼 부테로의 말타기와 소몰이, 올가미 던지기 기술을 보고 자신의 단원들이 한 수 위라고 주장했다. 이를 계기로 버펄로 빌의 단원 아홉 명이 아우구스토 임페리알리가 이끄는 부테로들과 로마 근교의 프라티에서 대결을 펼쳤다. 이 경쟁에서 부탈리는 쇼 단원들을 쉽게 이겼고 아우구스토 임페리알리는 자기 고향의 영웅이 되었다. 1920년대에서 30년대 사이 이탈리아에서 만들어진 만화 몇 작품에는 아우구스토가 주인공 영웅으로 등장한다.
1883년 시카고 만국박람회를 맞이하여 코디는 독자적인 쇼를 선보였고 이를 통해 미국에서 가장 유명한 사람 가운데 한 명이 되었다. 버펄로 빌은 박람회의 공식적인 참가자가 아니었지만, 박람회장 입구에 공연장을 설치하여 박람회를 보러온 사람들을 관객으로 맞이하였다. 박람회 주최측은 버펄로 빌의 쇼에 상당히 곤혹스러워 하였다.
1901년 10월 29일 노스캐롤라이나주의 렉싱턴 외곽에서 버펄로 빌의 공연 팀의 기차가 충돌사고를 일으켰다. 이 사고로 공연에 쓰이던 말 110 마리가 죽었다. 사망자는 나오지 않았지만 애니 오클리가 중상을 입었고 다시는 걸을 수 없는 처지가 되었다. 이 사고의 충격으로 쇼는 상당 기간 중지되었다.
1908년 코디는 콜로라도주의 덴버에서 포니 빌과 함께 "투 빌즈" 쇼를 열었다.

### 유럽 순회 공연

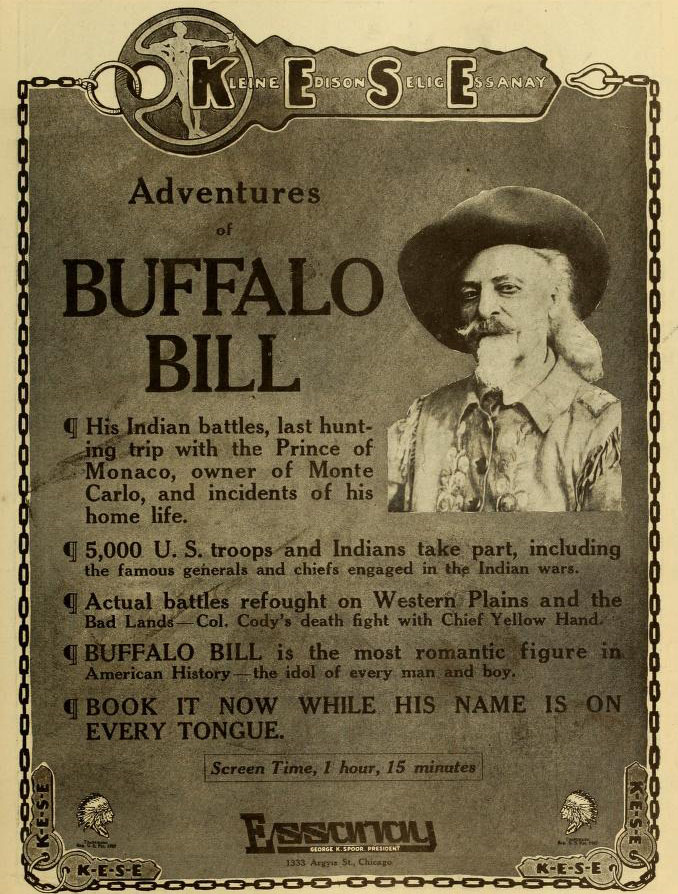
《버펄로 빌의 모험》 포스터, 1914년

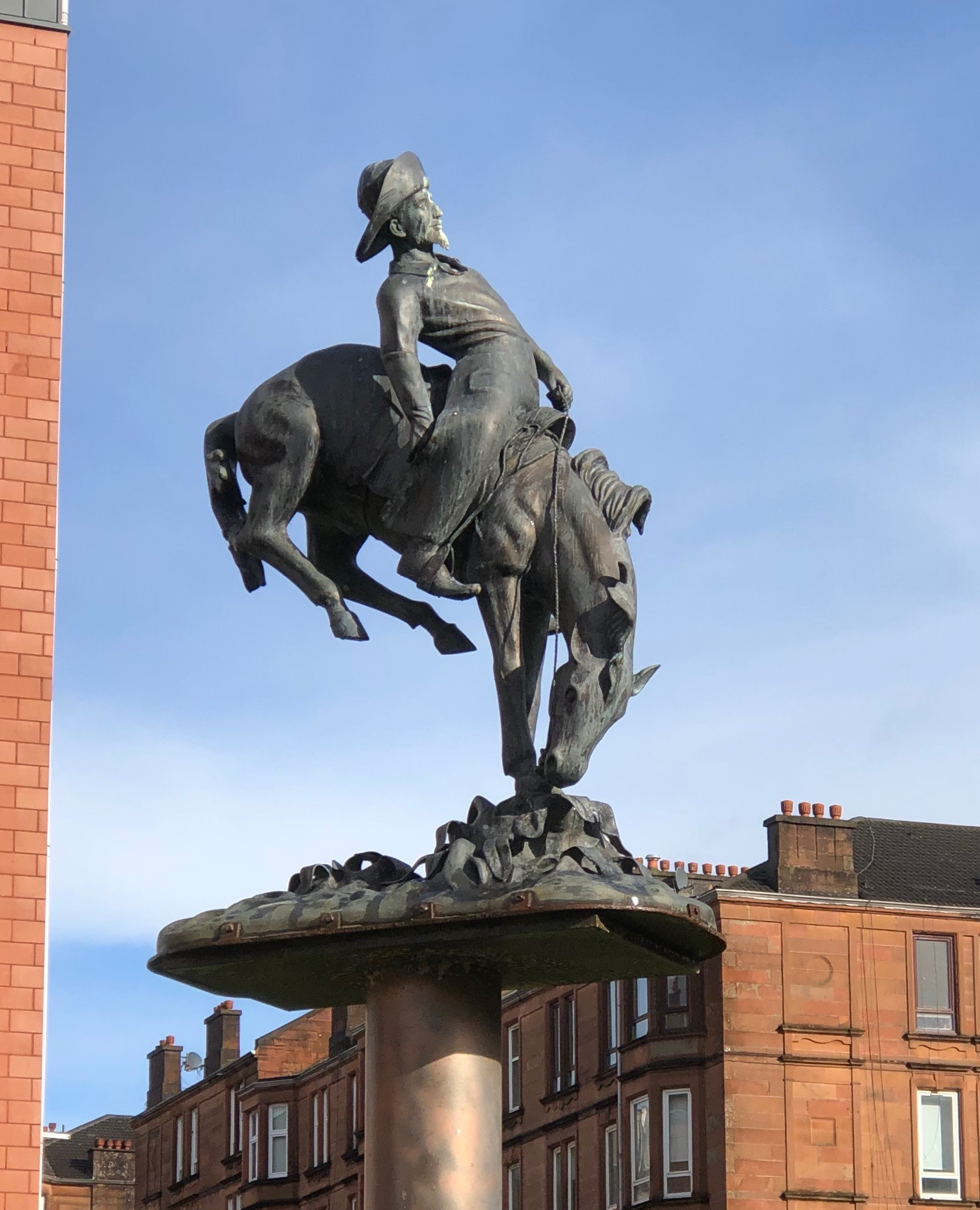
1891-92년의 순회 공연을 기념하여 글레스고에 세워진 버펄로 빌의 동상.

《버펄로 빌의 와일드 웨스트》 쇼는 모두 8회의 유럽 순회 공연을 가졌다. 첫 4회는 1887년에서 1892년까지 진행되었고, 후반 4회는 1902년에서 1906년 사이에 있었다.
첫 공연은 1887년 미국 박람회의 일환으로 진행된 런던 공연이었다. 이 박람회는 빅토리아 여왕의 즉위 50주년을 기념하기 위한 것이었다. 훗날 에드워드 7세가 되는 웨일스 공 에드워드가 개인적인 사전 관람을 한 뒤 큰 인상을 받아 여왕에게 관람을 권했고, 1887년 6월 20일 런던 공연은 여왕의 일행들을 관객으로 맞이하여 진행되었다. 당시 일행에는 골든 주블리를 축하하기 위해 방문한 빌헬름 2세와 조지 5세와 같은 유럽 각지의 왕족들이 함께 있었다. 왕족들이 쇼를 관람으로 버펄로 빌의 성공은 보장된 셈이었고, 거기에 더해 코디는 미군의 고위 장군들의 추천서를 통행 군 복무 시절 용맹함을 자랑할 수 있었다. 특히 네브라스카 주지사 존 테일러는 코디를 자신의 명예 보좌진으로 임명하여 그의 명예를 더욱 빛냈다. 코디의 군 복무 시절 계급은 사실 초급 장교까지 승진한 것이 전부였지만, 영국 순회 공연에서는 "코디 대령"으로 소개되었고 어느 순간 코디는 대중들에게 대령으로 각인되었다. 1887년 10월 《버펄로 빌의 와일드 웨스트》는 300 회가 넘는 공연 끝에 런던 공연을 성황리에 마무리 지었다. 판매된 관람 티켓은 2백50만 장이 넘었다. 코디의 쇼는 1888년 5월 미국에서 재개되었다.
《버펄로 빌의 와일드 웨스트》의 2차 유럽 순회 공연은 1889년 5월 파리에서 열린 만국 박람회에 맞추어 진행되었다. 이 박람회는 프랑스 혁명의 시발점이 된 바스티유 습격 1백 주년을 기념하였고 에펠탑이 첫선을 보였다. 박람회를 마친 뒤 쇼는 프랑스 남부와, 스페인의 바르셀로나, 이탈리아 등지로 옮기며 계속되었다. 로마에 들어선 코디는 교황 레오 13세를 만났다. 버펄로 빌은 콜로세움을 직접 보고는 유적의 상태가 좋지 않다고 실망하였다. 베로나에 들린 《버펄로 빌의 와일드 웨스트》 쇼는 베로나 아레나에서 공연을 가졌다. 코디는 오스트리아-헝가리 제국과 독일까지 순회하여 두번째 유럽 공연을 마쳤다.
1891년 쇼는 벨기에, 네덜란드 지역을 순회 공연한 뒤 영국에서 시즌을 마쳤다. 코디는 다양한 내용으로 구성된 복합적이고 거대한 쇼를 선보였는데, 1891년 쇼를 위해 애리조너 존으로 알려진 출판업자를 영입하여 쇼의 관리를 맡겼고, 소품과 재료의 공급, 쇼에 출연하는 아메리카 원주민의 채용과 관리 등을 위한 직원을 두었다. 이 해 8월부터 클래스고의 번화가 데니스턴에서 공연을 하였다. 쇼의 아메리카 원주민 관리자였던 조지 C. 크레이저는 켈빈그로브 미술관 및 박물관에 운디드니 학살 당시 수족이 입었던 것으로 알려진 유령 셔츠를 팔았다.
1892년 쇼는 영국에서 6개월 동안 지속되었으며 빅토리아 여왕을 위한 새로운 퍼포먼스를 준비하였다. 영국 공연을 끝낸 뒤 유럽의 인근 국가를 들린 뒤 귀환하였다.
1902년 《버펄로 빌의 와일드 웨스트》 쇼는 에드워드 7세가 새로 즉위한 런던에서 14주에 걸쳐 공연을 펼쳤고, 1903년과 1904년에도 영국에서 공연을 가졌다. 1905년에는 파리에서 두 달 동안 공연을 가진 뒤 프랑스 지역을 돌았는데 12월까지 한 지역에서 한 차례 공연을 펼치고 이동하는 방식이 이어졌다. 마지막 유럽 순회 공연은 1906년 3월 프랑스 파리에서 시작하여 이탈리아로 넘어가 2 개월을 체류하며 공연한 뒤 오스트리아, 발칸, 헝가리, 루마니아, 우크라이나, 폴란드, 보헤미아, 독일, 벨기에 등을 돌았다.
유럽 순회 공연은 선풍적인 인기를 끌었고 코디는 일약 세계적인 유명인이 되었다. 그는 유럽에서 미국인의 상징으로 받아들여졌다. 마크 트웨인은 "물 건너 사람들은 종종 우리가 잉글랜드로 보낸 순전히 판에 박힌듯한 미국 공연들을 별 거 없다고 말하지만, '와일드 웨스트' 쇼를 본다면 그런 비난쯤은 치울 수 있을 것"이라고 말하였다. 《와일드 웨스트》는 유럽 관중들에게 생소한 외국 세계인 미국인의 서부 개척을 잠시나마 눈 앞에서 바라 볼 수 있게 해 주었다.

## 와이오밍 정착

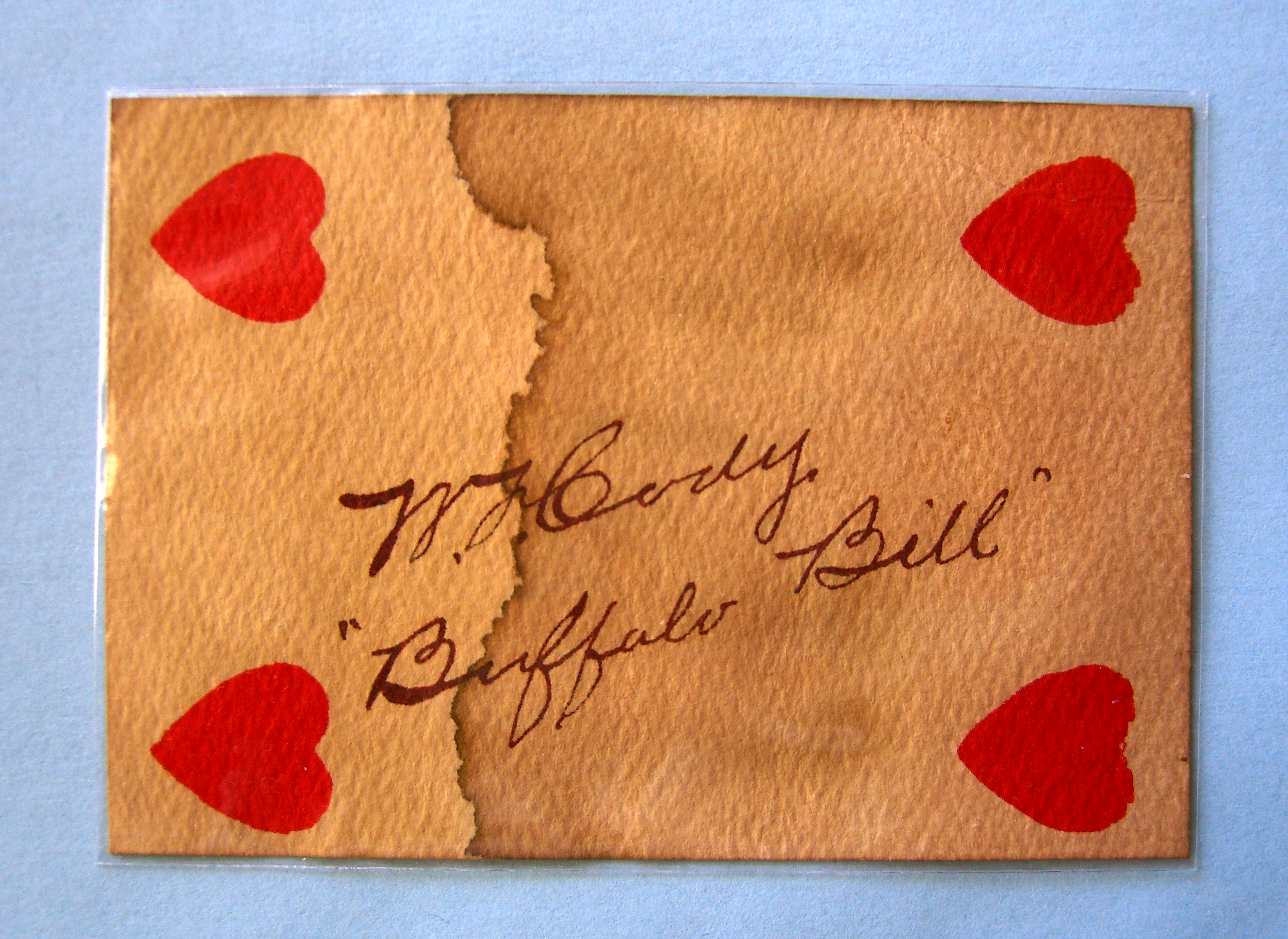
플레잉 카드에 쓰인 버펄로 빌의 사인

1895년 코디는 와이오밍주에 자신의 이름을 딴 마을 코디를 세웠다. 코디 마을은 오늘날 파크 카운티의 중심지로 옛날 기차 박물관이 있어 서부 개척 문화 커뮤니티 센터 역할을 하고 있다. 코디가 이 지역을 처음 방문한 것은 1870년대였는데, 옐로스톤 국립공원과 가까운 이곳의 기름진 땅과 풍요로운 자연을 보고 감탄하였다. 그는 1890년대 중반 이 곳에 마을을 세우기 시작하였다. 마을에 놓인 길들에 베크, 앨거, 블레이스테인, 샐스버리와 같이 자신의 동업자 이름을 붙였고 1901년 완성되었다.
1902년 코디는 딸의 이름을 딴 이르마 호텔을 열었다. 그는 마을을 지나는 벌링턴 철도를 타고 옐로스톤을 방문하는 관광객이 많을 것이라 기대했다. 코디는 보다 1905년 저렴한 숙소를 원하는 손님을 위한 여인숙과 "모험"을 기대하는 손님을 위한 사냥 오두막인 파하스카 테피를 완공하였다.
코디는 코디 마을에서 35 마일 떨어진 쇼손강 인근의 T E 목장을 사들였고 네브라스카와 사우스 다코타에서 소를 몰아왔다. 《와일드 웨스트》 쇼가 성공하여 많은 돈을 벌자 코디는 목장을 8천 에이커(32 km2)까지 확대하였고 소의 사육 두수는 1만 마리에 달했다. 코디는 목장 체험을 할 손님을 위한 게스트하우스를 운영하면서 승마, 사냥과 같은 경험을 제공하였다. 그의 명성 때문에 목장에는 미국뿐만 아니라 유럽에서도 저명한 손님이 방문하였다.
1905년 코디 마을의 급수를 위한 버펄로 빌 댐이 완공되었다.
코디는 1879년 자서전 《버펄로 빌의 삶과 모험》을 출간하였다. 1916년부터 1917년 7월까지 《광대한 서부 그 자체였던 버펄로 빌의 삶 이야기》를 《허스츠 인터네셔널 매거진》에 연재하였다. 이 연재물은 대필 작가였던 제임스 몬타규가 썼는데 여러 부분에서 사실과 다른 점이 있었고 뒷 부분은 1917년 1월 코디가 사망한 뒤에 쓰였다.

## 결혼 생활

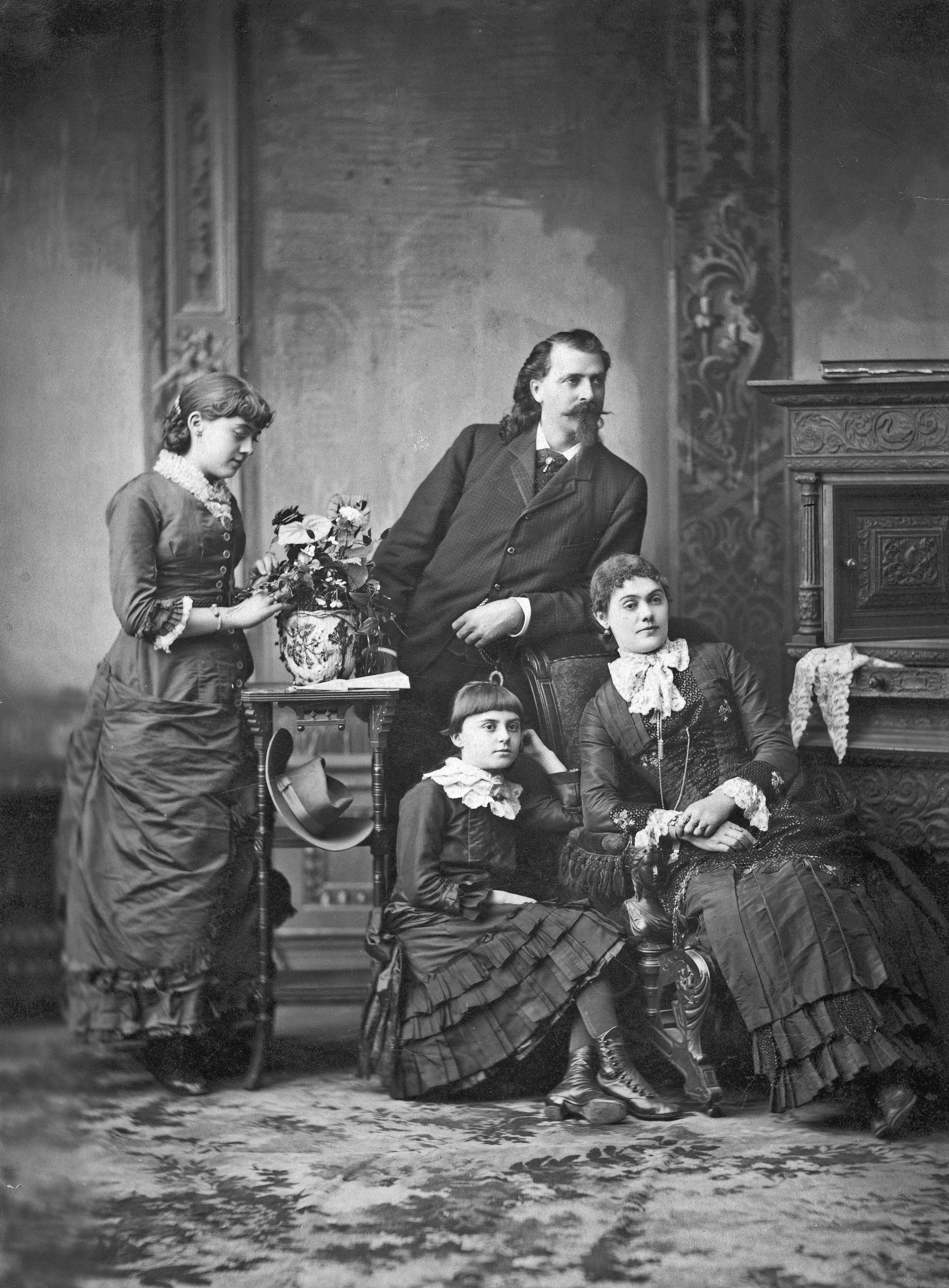
버펄로 빌의 가족 사진

코디는 1866년 자신의 스무살 생일이 갖 지난 3월 6일 루이자 프레더리치와 결혼하였다. 둘은 남북전쟁 중에 세인트루이스에서 만났다. 코디의 "자서전"에는 프레더리치에 대해 거의 언급하는 경우가 없지만, "나는 이렇게 끌리는 아가씨를 본 적이 없었다"고 적혀 있다. 코디는 편지와 자서전에서 프레러리치가 결혼을 할 수 밖에 없는 상황을 만들었다고 적으면서 그것을 "매우 영리한 청혼"이라고 평하였다. 코디가 명성을 얻은 뒤 자신의 결혼에 대해 이런 식의 설명을 공공연히 하고 다녔기 때문에 부부 관계는 소원해 지기 시작하였다.
코디가 삶의 대부분을 집 밖으로 떠돌며 사냥꾼이나 정찰대로 활동하고 그 뒤로 쇼를 진행하는 동안 프레더리치는 네 명의 자녀와 함께 노스 플레트에 머물렀다. 코디가 더 자주 더 멀리 떠나 집을 비우게 되자 프레더리치는 그게 실제로 일어난 것이든 소문 뿐인 것이든 코디의 바람끼를 걱정하지 않을 수 없었다. 1893년 프레더리치는 시카고의 한 호텔에 나타나 "코디 부부"가 투숙하고 있는 방문을 열어 재꼈다. 코디는 자서전에도 버젓이 자신의 쇼에 출연하는 배우나 쇼를 구경하러 온 관객 중에 많은 "아름다운 여인들"이 자신을 따라 다녔다고 적었으며, 점차 쇼를 진행하는 동안 관객들 앞에서도 대담하게 여배우와의 관계를 드러내었다.
결혼후 38년이 되던 1904년 코디는 이혼 절차를 시작하였는데 그 때쯤 가정은 이미 엉망진창인 상황이었다. 프레더리치는 코디의 여자 문제로 언쟁을 벌이다 코디의 누이와 피튀기듯 싸웠고, 자녀들은 아버지를 원망하였다. 1891년 코디는 처남에게 프레더리치 명의의 자산 관리를 맡기며 "나는 종종 아내에게 미안한 감정을 느끼네. 이상한 여자지만 난 개의치 않아 - 그가 내 아내임을 명심하게 - 그러라고 놔두지 뭐. 펄펄 뛰어도 그냥 웃어넘겨. 아내도 그거야 어쩔 수 없지"라고 편지에 썼다. 코디는 이혼으로 더 이상 가정사가 자신의 쇼에 걸리적 거리지 않기를 바랬지만, 프레더리치의 생각은 달랐다.
20세기 초 미국과 유럽에서 유명 인사의 이혼은 스캔들이었다. 코디는 자신의 "법적 이혼 종결"이 대중에게 알려지지 않기를 바랬지만 이혼 소송 소식은 언론을 통해 대중에게 널리 알려졌고 코디의 명성은 타격을 받았다. 그가 이혼한다는 소문에 사람들은 더더욱 코디의 사생활에 관심이 높아졌고 코디는 예전보다 더 조심스러워 질 수 밖에 없었다. 지역 사회는 이들의 이혼 문제로 양분되었는데 주민들뿐만 아니라 언론의 해드라인 마저 코디나 프레더리치 둘 중 한 쪽의 일방적 주장을 전했다.
코디는 프레더리치가 자신을 독살하려 하였으며, 노스 플래트의 집은 자신이나 손님이 도저히 참을 수 없을 만큼 엉망이었다고 주장하였다. 언론은 코디의 이런 주장을 그대로 물어 들고 대서 특필하였고 코디와 프레더리치의 변호사들은 법률 전쟁을 벌였다. 1900년대 미국의 이혼 관련 법률은 주마다 달랐는데 별거는 어느 주나 이혼 사유에 해당하였지만 캔자스와 같은 곳에서는 별거하지 않더라도 함께 사는 것이 "참을 수 없는" 상태이면 이혼이 가능하였다. 코디와 프레더리치의 변호사는 모두 네브라스카의 법률에 따라 이혼 절차를 밟는데 동의하였다. 빅토리아 시대의 영미법은 어떤 경우에도 이혼을 인정하지 않는 것이 기본적 입장이었지만, 서부에서는 부부가 결혼을 유지할 수 없으면 예외적인 이혼을 허용하였다. 1867년 몬타나주 루이스앤클락 카운티의 기록을 보면 그 해 결혼한 부부보다 이혼한 부부의 수가 더 많다. 더욱이 버펄로 빌이 상징하는 "서부 개척자"의 이미지 가운데 하나는 "서부에선 아내를 두고 살 수 없다"는 것이었다.
코디가 이혼 소송을 제기하자 프레더리치는 반격하였다. 독살은 생각한 적도 없고 자신은 결혼 유지를 희망한다는 것이었다. 이혼 재판은 1905년 2월 열렸다. 코디의 쇼 단원과 결혼한 사이였던 하녀 존 보이어는 프레더리치가 코디의 손님을 융숭하게 대접하지 않았으며 코디가 집을 비운 사이 "목장 사람들을 너무 많이 먹이고 코디와 여자들에 대한 험담을 늘어놓았고 …… 코디의 커피에 무언가 집어 넣는 것을 본 적이 있다"고 진술하였다. 다른 증인은 코디가 집에 있을 때 "술을 마시고 또 마셨다"고 증언하였다. 이 외에도 세 명의 증인이 서로 엇갈리는 증언을 한 가운데 재판이 계속되었지만 코디는 이혼 소송을 중단하기로 마음먹었다.
코디가 이혼 소송을 중단하기로 결심한 것은 프레더리치에 대한 마음이 바뀌었기 때문이 아니라 딸 아르타 루이지가 "장기 부전"으로 갑작스레 사망하였기 때문이다. 코디는 프레더리치에게 딸의 장례를 위해 "사적인 차이"는 잠시 뒤로 미루자고 전보를 보냈다. 프레더리치는 격노하였고 어떤 임시 중재안도 거절한다고 답신하였다. 코디는 이혼 소송을 계속하기로 결심하고 소송 사유에 딸을 죽음에 이르게 한 "극심한 학대"를 추가하였다. 재판은 계속되었고 둘의 감정은 여전히 격앙된 상태였다. 법원은 "성격상 차이"는 이혼 사유에 해당하지 않는다고 판결하였고 둘은 법률상 부부로 남게 되었다. 판사는 판결에서 공식적으로 프레더리치를 옹호하였다. 남편의 불행은 그의 누이가 결혼을 격렬히 반대하고 그 뒤로도 아내와 불화하였기 때문이지 프레더리치의 탓이 아니라는 것이었다. 코디는 재판이 끝나자 《와일드 웨스트》 쇼를 계속하기 위해 파리로 떠났다. 이로서 허울뿐인 결혼은 유지되었지만 코디는 아내를 피해 멀리 떠날 수 있었다. 1910년 이후 부부는 화해 하였으며 1917년 코디가 사망 하기 전까지 두 번의 여행을 함께 했다.

## 죽음

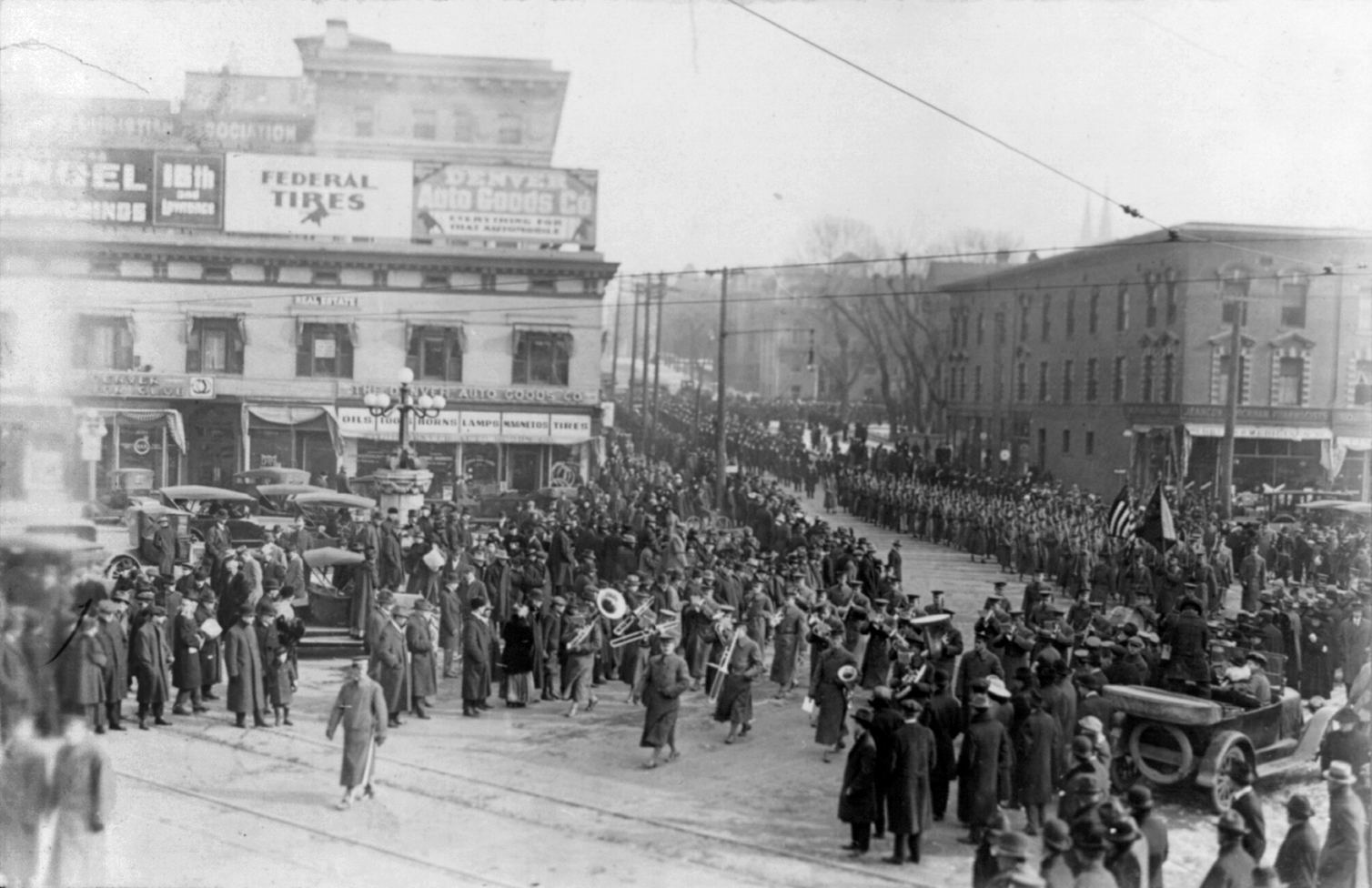
델버에서 열린 코디의 장례 행렬

코디는 1917년 1월 10일 사망하였다. 그는 죽기 하루 전 크리스토퍼 월시 신부로부터 로마 가톨릭 세레를 받았다. 그의 장례식은 프리메이슨 의식에 따라 진행되었다. 코디는 1870년 3월 프리메이슨에 가입한 바 있다. 코디의 장례에 영국 국왕 조지 5세, 독일 국왕 빌헬름 2세, 미국 대통령 우드로 윌슨이 조의를 표하였다. 코디의 영결식은 덴버의 엘크스 라지 홀에서 열렸고 코디의 친구였던 와이오밍 주지사 존 켄드릭이 주관하였다.
1917년 6월 3일 코디는 대평원이 내려다 보이는 로키산맥의 룩아웃산 기슭에 묻혔다. 아내 프레더리치는 코디가 생전에 종종 이 자리에 묻히고 싶다는 말을 했다고 밝혔다. 무덤 위치는 누이인 매리 데커가 정했다. 1917년 6월 9일 코디의 쇼는 캔자스의 아처 뱅커에게 10만5천 달러(오늘날 가치로 약 2백만 달러)에 매각되었다.

## 발언
"버펄로 빌" 코디의 삶과 행적은 모순적인 면이 많다.
코디는 아메리카 원주민과 맞서 싸운 기병대의 정찰대였지만 훗날 "인디언 봉기"의 원인은 정부가 약속을 어겼기 때문이라고 말했다. 그는 《와일드 웨스트》 쇼에 동원한 쇼 인디언에게 되도록 후한 급여를 지급하고자 하였다. 그는 아메리카 원주민을 "옛날의 적, 오늘의 친구"라고 불렀다. 코디는 쇼를 통해 "인디언"을 포장마차 대열을 습격하는 "야만적이고 무시무시한 전사"로 묘사하였지만 함께 다닌 아메리카 원주민 가족의 캠프를 무대에 올려 그들 역시 문화가 있는 인간임을 보여주기도 하였다.
코디는 서부 개척 쇼를 진행하며 마초의 이미지를 굳혔지만, 여성 단원을 비롯한 많은 여성을 고용하면서 "동일 노동 동일 임금"을 지지하였다.
아메리카들소의 사냥으로 "버펄로 빌"이란 명성을 얻었지만, 쇼를 진행하는 동안 코디는 자연 보호를 옹호하였다.

## 상훈과 기념물

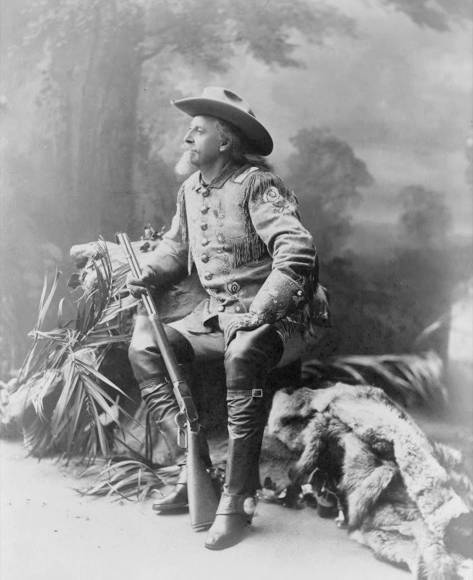
1903년 촬영한 코디의 사진

- 1872년 제3기병연대의 정찰대로 명예 훈장을 수상하였다. 이 훈장은 그가 당시 군인 신분이 아니었다는 이유로 취소되었으나 1989년 4명의 다른 민간 정찰대원과 함께 복원되었다.[75][76]
- 인물 선정 우표인 위대한 미국인 시리즈에 선정되었다.[26]
- 와이오밍주 코디에 서부 버펄로 빌 센터가 세워졌다.
- 뉴욕주 버펄로의 미식축구팀 버펄로 빌스는 코디의 이름을 딴 팀이다.[77]

## 같이 보기
- 서부 개척 시대
- 서부극
- 골드 러시

## 참고 문헌
- Cody, William F. (1879). The Life of Hon. William F. Cody Known as Buffalo Bill the Famous Hunter, Scout, and Guide: An Autobiography. Hartford, Connecticut: Frank E. Bliss. A facsimile edition was published in 1983 by Time-Life Books as part of its 31-volume series Classics of the Old West.
- Cunningham, Tom F. (2007) .Your Fathers Ghosts: Buffalo Bill's Wild West in Scotland. Edinburgh: Black and White Publishing. ISBN 1-84502-117-7.
- Gallop, Alan (2001). Buffalo Bill's British Wild West. Stroud: Sutton. ISBN 0-7509-2702-X.
- Griffin, Charles Eldridge (2010). Four Years in Europe with Buffalo Bill. Lincoln: University of Nebraska Press. ISBN 0-8032-3465-1.
- Haywood, Robert. (1993). "Unplighted Troths: Causes for Divorce in a Frontier Town Toward the End of the Nineteenth Century." Great Plains Quarterly 1, no. 1.
- Jonnes, Jill (2010), Eiffel's Tower: And the World's Fair where Buffalo Bill Beguiled Paris, the Artists Quarreled, and Thomas Edison Became a Count. New York: Penguin. ISBN 0-14-311729-7.
- Kasson, Joy S. (2000). Buffalo Bill's Wild West: Celebrity, Memory, and Popular History. New York: Hill and Wang. ISBN 0-8090-3244-9.
- Magrin, Alessandra (2017)."Rough riders in the cradle of civilization: Buffalo Bill’s Wild West show in Italy and the challenge of American cultural scarcity at the fin-de-siècle". European Journal of American Culture, 36, no. 1, 23–38.
- May, Elaine Tyler (1980). Great Expectations: Marriage and Divorce in Post-Victorian America. Chicago: University of Chicago Press.
- Moses, L. G. (1996). Wild West Shows and the Images of American Indians, 1883–1933. Albuquerque: University of New Mexico Press. ISBN 0-8263-2089-9.
- Petrik, Paula (1991). "Not A Love Story—Bordeaux vs. Bordeaux." Montana, the Magazine of Western History 41, no. 2, 32-46.
- Rosa, Joseph G.; May, Robin (1989). Buffalo Bill and His Wild West: A Pictorial Biography. Lawrence: University Press of Kansas. ISBN 0-7006-0398-0.
- Russell, Don (1960). The Lives and Legends of Buffalo Bill. Norman: University of Oklahoma Press. ISBN 0-8061-1537-8.
- Rydell, Robert W.; Kroes, Rob (2005). Buffalo Bill in Bologna: The Americanization of the World, 1869–1922. Chicago: University of Chicago Press. ISBN 0-226-73242-8.
- Sell, Henry Blackman; Weybright, Victor (1955). Buffalo Bill and the Wild West. New York: Oxford University Press.
- Wetmore, Helen Cody (1899). Last of the Great Scouts: The Life Story of Col. William F. Cody (Buffalo Bill), as Told by His Sister Helen Cody Wetmore. Duluth, Minnesota: Duluth Press Printing.
- Wilson, R. L.; Martin, Greg (1998). Buffalo Bill's Wild West: An American Legend. New York: Random House. ISBN 0-375-50106-1.

- Buffalo Bill Days (June 22–24, 2007), a 20-page special section of The Sheridan Press, published in June 2007 by Sheridan Newspapers (144 Grinnell Avenue, P.O. Box 2006, Sheridan, Wyoming, 82801, USA). Includes information about Buffalo Bill and the schedule of the annual three-day event held in Sheridan, Wyoming.
- "Story of the Wild West and Camp-Fire Chats by Buffalo Bill (Hon. W. F. Cody)". A Complete History of the Renowned Pioneer Quartette, Boone, Crockett, Carson and Buffalo Bill. copyright 1888 by HS Smith, published 1889 by Standard Publishing, Philadelphia, Pennsylvania.
- Cody, William F. (1879). The Life of Hon. William F. Cody, Known as Buffalo Bill, the Famous Hunter, Scout, and Guide: An Autobiography. Hartford, Connecticut: F. E. Bliss. Digitized from the Library of Congress.
- Kasson, Joy S. (2001). Buffalo Bill's Wild West: Celebrity, Memory and Popular History. Hill & Wang.
- O'Neill, William (1965). "Divorce in the Progressive Era." American Quarterly 17, no. 2, part 1 (Summer), 203–217.
- Pascoe, Peggy (1990). Relations of Rescue: The Search for Female Moral Authority in the American West, 1874–1939. New York: Oxford University Press.
- Prescott, Cynthia Culver (2007). "Why She Didn't Marry Him: Love, Power and Marital Choice on the Far Western Frontier". Western Historical Quarterly 38(1), p. 26.